# Государственный университет информатики и искусственного интеллекта
Госуда́рственный университет информатики и иску́сственного интелле́кта (укр. Державний університет інформатики і штучного інтелекту) — высшее учебное заведение в Донецке. Создан на базе Института проблем искусственного интеллекта (ИИИ), действующего и сейчас как научно-исследовательский институт двойного подчинения — Министерства образования, науки, молодёжи и спорта Украины и НАН Украины. В 2011 году вошёл в состав Донецкого национального технического университета в качестве Института информатики и искусственного интеллекта. Ректор (ныне занимает должность директора) — Анатолий Иванович Шевченко.

## История
В 1991 году на базе специального конструкторского бюро «Интеллект» был создан Научно-исследовательский институт проблем искусственного интеллекта. В то время занимал два небольших здания на территории Донецкого научно-исследовательского угольного института (ДонУгИ).
В 1993 году состоял первый набор студентов в количестве 23 человек.
В 1994 году состоялся второй набор студентов (3 группы, всего 51 человек) по специальности 2204 «Программное обеспечение».
В 1995 году преподаватели и студенты переехали соответственно на 3 и 4-й этаж ПТУ-6 по адресу пр-т Богдана Хмельницкого, д. 84. С тех пор институт и ПТУ существуют совместно в одном здании. Перечень специальностей и количество учеников в ПТУ-6 постоянно сокращается, в то время как институт расширяется.
29 мая 1997 года на базе научно-исследовательского Института проблем искусственного интеллекта было создано высшее учебное заведение — Донецкий государственный институт искусственного интеллекта (ДонГИИИ).
В 2001 году институт включён в перечень учреждений Отделения информатики Национальной академии наук Украины (НАНУ).
23 декабря 2003 года институту присвоен IV уровень аккредитации.
18 февраля 2004 — специальная статистическая служба США сообщила, что продан миллионный диск, созданный дочерней организацией ДонГИИИ (компания MausSoft), — мультимедийное пособие «Английский и немецкий язык для детей».
В 2007 году институт получил повышение уровня аккредитации и был переименован в Государственный университет информатики и искусственного интеллекта.
В 2011 году Государственный университет информатики и искусственного интеллекта был реорганизован путём присоединения к Донецкому национальному техническому университету (ДонНТУ) в качестве Института информатики и искусственного интеллекта.

## Научная деятельность
- создание интеллектуальных интерфейсов и компьютеров нового поколения;
- опытно-конструкторские разработки;
- создание робототехнических систем и компьютеров нового поколения;
- решение общетеоретических и прикладных проблем искусственного интеллекта;
- компьютерная обработка и распознавание речевых и зрительных образов;
- создание естественноязыковых интерфейсов современных компьютеров и распознавание речевых образов;
- внедрение элементов искусственного интеллекта при создании интеллектуальных роботов;
- внедрение современных компьютерных технологий в медико-биологические исследования функциональных возможностей человеческого мозга;
- внедрение современных компьютерных технологий в сферу образования: создание интеллектуальных информационно-обучающих систем и разработка компьютерных учебников и учебных пособий;
- внедрение современных компьютерных технологий в сферу психофизиологических исследований интеллектуальной деятельности человека: разработка тестов для определения общего уровня и количественной оценки интеллектуальных способностей.

В настоящее время в университете фундаментально-теоретическими и прикладными исследованиями в области искусственного интеллекта занимается более 340 сотрудников. Научные исследования сочетаются с учебным процессом. Университет сотрудничает с учебными и научно-исследовательскими институтами Украины, стран ближнего и дальнего зарубежья.
В университете ведутся разработки компьютеров нового поколения с развитым интеллектуальным интерфейсом и интеллектуально-механических роботов целевого назначения.

## Критика
Историк и публицист А. В. Дмитриевский указывает на то, что данное учебное заведение среди жителей Донецка пользовалось двоякой репутацией и было подобно НИИЧАВО из научно-фантастического романа братьев Стругацких «Понедельник начинается в субботу». По его мнению, «с одной стороны там делались опережающие время разработки в области компьютерной техники и автоматизации производственных процессов», среди которых был робот на голосовом управлении, например, а «с другой стороны, этот вуз был рассадником воинствующего мракобесия, причём количеству тараканов в голове его ректора Анатолия Шевченко мог позавидовать любой обитатель дома для скорбных рассудком», поскольку, несмотря на технический характер высшего учебного заведения, в нём была создана кафедра религиоведения с подготовкой по специальности «Философия и религиоведение», которое возглавил религиовед И. А. Козловский. По словам Дмитриевского, когда он, будучи аспирантом и преподавателем кафедры гуманитарных дисциплин, принимал участие в научных конференциях, проводившихся в вузе, то «бо́льшей мешанины из приглашённых сектантов представить себе сложно», поскольку среди участников были «кришнаиты, униаты, филаретовцы, иеговисты», включая буддиста и будущего участника вооружённого конфликта на востоке Украины О. В. Мужчиля (Дорже Хамбо-лама), в то время как не присутствовало духовенство Украинской православной церкви Московского патриархата. Кроме того, он утверждает, что каждую пятницу в учебном заведении проводились «духовные семинары», которые в обязательном порядке должны были посещать «все преподаватели, сотрудники и студенты-бюджетники», где в качестве преподавателей выступали «вышеупомянутые сектанты, а уклонение от участия было наказуемо: принудительно согнанным в актовый зал бедолагам приходилось пару часов выслушивать несусветнейшую ахинею», из-за чего среди донецких студентов ИИИ называют «Институт пластилиновых мозгов», а в профессорской среде «Институт искусственных проблем с интеллектом».